# Zanda
Zanda – rodzaj ptaków z podrodziny żałobnic (Calyptorhynchinae) w rodzinie kakaduowatych (Cacatuidae).

## Zasięg występowania
Rodzaj obejmuje gatunki występujące w Australii (z Tasmanią i kilkoma okolicznymi wyspami włącznie).

## Morfologia
Długość ciała 55–60 cm; masa ciała 540–900 g.

## Systematyka

### Etymologia
Zanda: etymologia nieznana, autor opisu taksonu nie wyjaśnił znaczenia nazwy, być może eponim lub wymyślona nazwa; rękopisy Mathewsa, cytowane przez Richmonda w 1917 roku, wskazują, że Zanda jest australijską, rdzenną nazwą.

### Podział systematyczny
Do rodzaju należą następujące gatunki:
- Zanda funerea (Shaw, 1794) – żałobnica żółtosterna
- Zanda baudinii (Lear, 1832) – żałobnica białosterna
- Zanda latirostris (Carnaby, 1948) – żałobnica eukaliptusowa